# 鬼頭天兵
《鬼頭天兵》（英語：Sgt. Bilko）是1996年美国嘲讽喜剧电影。故事主要嘲讽演美國陸軍于1980年代热衷于新武器发明，史提夫·馬丁饰演测验新武器的长官，与领导近十名军官士兵，所发生如何蒙混上下，向外界吹嘘造假的讽刺闹剧，特是1980年代美俄花大钱的武器兢赛，对美国雷根总统时的军费激增特有嘲弄。

## 外部連結
- 互联网电影数据库（IMDb）上《Sgt. Bilko》的资料（英文）
- Box Office Mojo上《Sgt. Bilko》的資料（英文）
- Sgt. Bilko （页面存档备份，存于） at Rotten Tomatoes